# Roberts Bukarts
Roberts Bukarts (* 27. června 1990, Jūrmala, Lotyšská sovětská socialistická republika, SSSR) je lotyšský lední hokejista, v současné době hrající za tým HC Vítkovice Ridera. Hraje na pozici levého nebo pravého křídla.
Pochází z hokejové rodiny, hokej hrál i jeho otec Ralfs a hrají ho i mladší bratři Rihards a Rodžers.

## Klubová kariéra
Hrál za lotyšské kluby SK Saga, SK LSPA Riga, HK Riga 2000, Texas Attack z USA, ruský tým Křídla Sovětů Moskva, lotyšský HK Liepājas Metalurgs hrající Běloruskou ligu ledního hokeje. Sedm sezón hrál v Dinamu Riga v KHL.
Z Dinama Riga přestoupil v listopadu 2015 do moravského extraligového klubu PSG Zlín, kde se v sezóně 2015/16 stal platnou posilou ofenzivy a pomohl týmu k postupu do play-off (vyřazení ve čtvrtfinále klubem HC Sparta Praha). Angažmá ve Zlíně mu doporučil brankář Jakub Sedláček, bývalý spoluhráč z Dinama Riga.

## Reprezentace
Nastupoval za lotyšské mládežnické reprezentace.
S lotyšskou seniorskou reprezentací se zúčastnil několika mistrovství světa v ledním hokeji, prvního v roce 2011 konaného na Slovensku v Bratislavě a Košicích.

## Zajímavosti
V sezóně 2017/18 si v dresu Aukro Berani Zlín zahrál společně se svým mladším bratrem Rihardsem. Další společné angažmá mají od sezóny 2023/24 v dresu Vítkovic. 

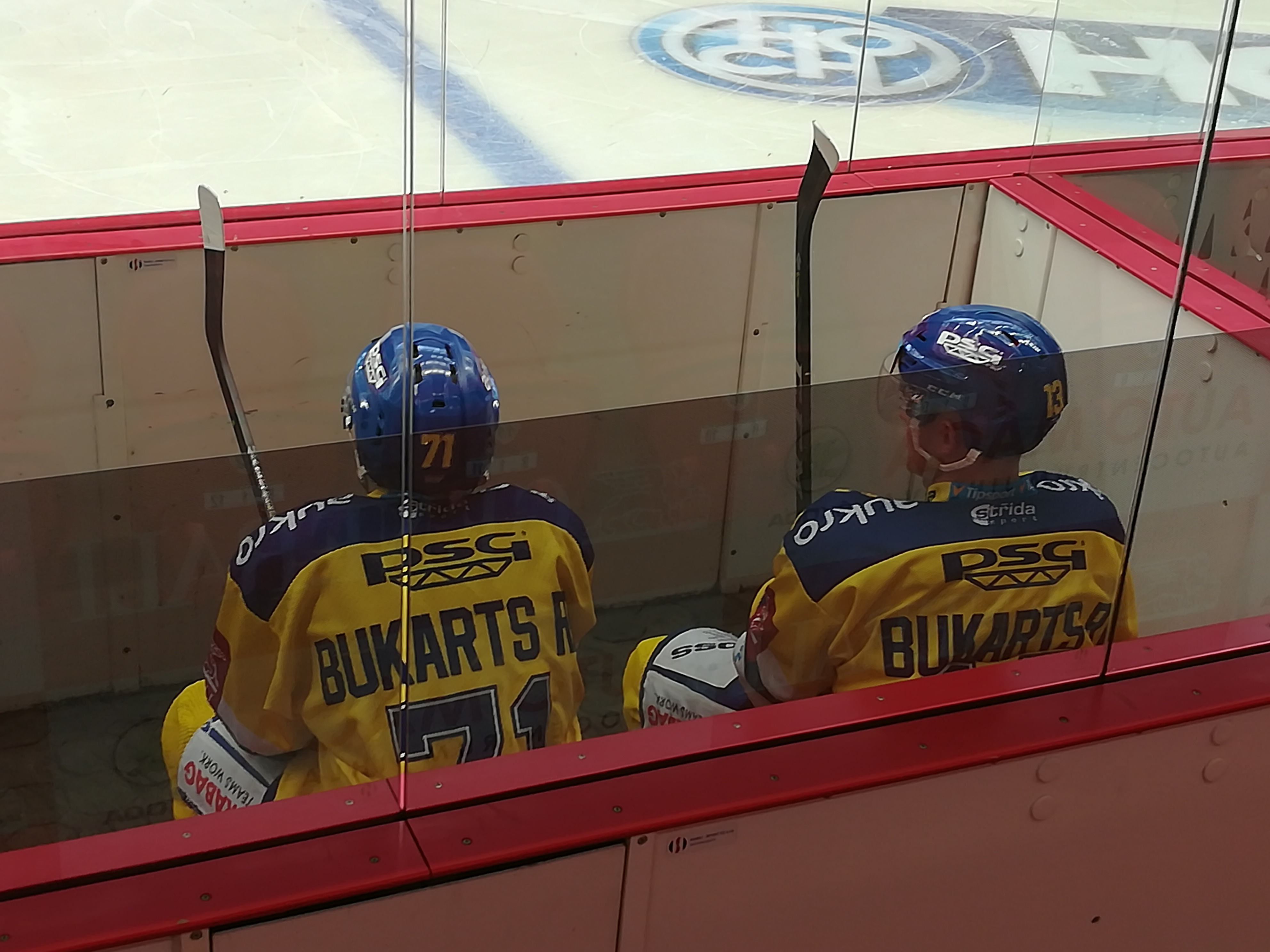
Bratři Bukartsové na trestné lavici